# Jednokolejná trať

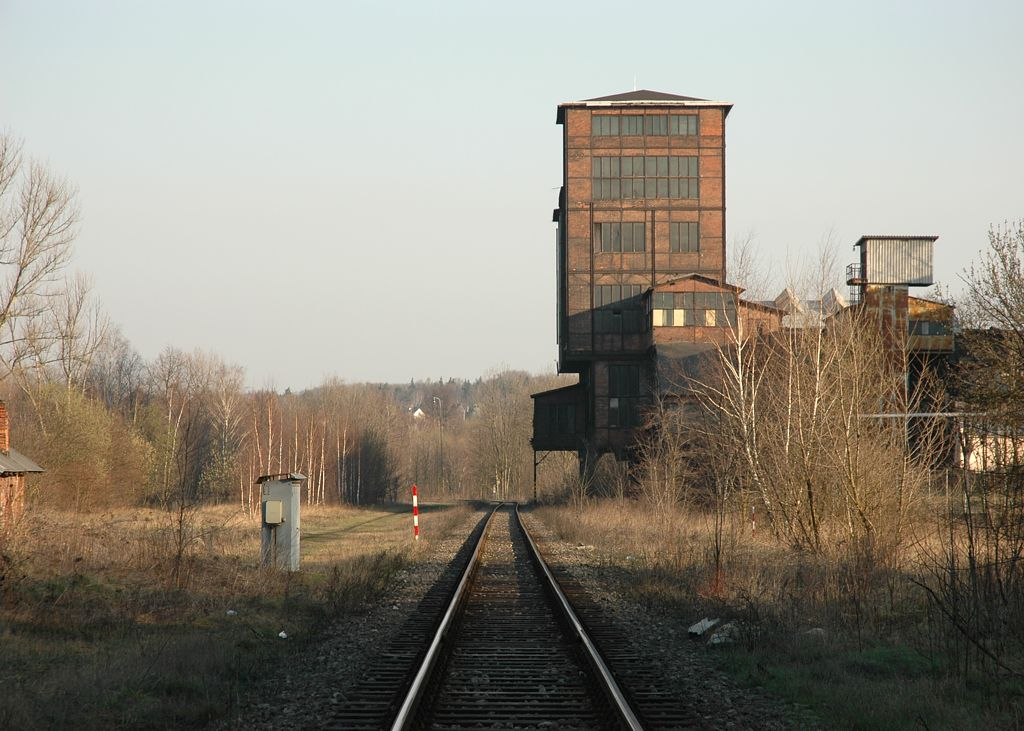
Jednokolejná trať u dolu Michal v Ostravě.

Jednokolejná trať je v kolejovém drážním provozu trať, která je v úseku mezi dopravnami s kolejovým rozvětvením tvořená pouze jednou traťovou kolejí. Může jít i o trať pojížděnou jen jedním směrem (spojka mezi tratěmi, bloková smyčka pod.), zpravidla se tak však označují zejména tratě pojížděné obousměrně, kde si provoz vyžaduje specifické řízení a zabezpečení.

## Charakteristika
Vlaky jedoucí navzájem protisměrně křižují v dopravnách, které to umožňují, tj. ve stanicích nebo výhybnách. V železničních dopravnách je většinou také možné předjíždění vlaků. Na jednokolejných tramvajových tratích ke křižování vlaků slouží zpravidla výhybny, v nichž mohou a nemusejí být umístěny i zastávky. Jednokolejné pozemní lanové dráhy mívají obvykle uprostřed délky výhybnu s Abtovými výhybkami. Jednokolejný provoz bývá i na mnoha průmyslových a důlních drahách.

## Výhody a nevýhody
Výhodou jednokolejné trati je menší zábor půdy než v případě trati dvoukolejné nebo vícekolejné. Stejně tak jsou nižší náklady na její výstavbu a údržbu. Nevýhodou jednokolejné trati je nižší kapacita a nižší cestovní rychlost vlaků, neboť ty musí zastavovat v dopravnách z důvodu křižování. Nevýhodou je rovněž nižší bezpečnost (riziko čelní srážky) a obtížnější řešení a znásobování nepravidelností v provozu (zpoždění vlaků jednoho směru se přenáší do opačného směru).

## Propustná výkonnost jednokolejné trati
Propustná výkonnost (kapacita) trati je závislá zejména na hustotě dopraven umožňujících křižování a předjíždění vlaků, vzdálenosti mezi těmito dopravnami, počtu prostorových oddílů mezi těmito dopravnami (tj. zda může být mezi těmito dopravnami jeden či více vlaků současně) a na dalších faktorech (např. na typu zabezpečovacího zařízení).

## Jednokolejné tratě v Česku
Na železnici je tento typ trati je v Česku převažující. Regionální tratě v České republice jsou výhradně jednokolejné.
Tramvajové dráhy byly v éře koněspřežné tramvaje i v počátcích elektrického provozu stavěny jako jednokolejné, ale již koncem 19. století byly v centrech velkých měst původní tratě zdvojkolejňovány a v průběhu 20. století se staly dvojkolejné tratě samozřejmými všude, kde jejich výstavbu umožňovaly prostorové podmínky. V současné době jsou jednokolejné tramvajové tratě s pravidelným provozem již pouze dvě, a to tramvajová trať Liberec – Jablonec a tramvajová trať Ostrava-Poruba - Kyjovice-Budišovice.